# Mangilao
Mangilao (czamorro: Mangilao) – okręg administracyjny Guamu i jednocześnie jedna z miejscowości. Okręg ma powierzchnię 26 km², a zamieszkany jest przez 15 191 osób (dane spisowe z 2010).
W okręgu znajduje się University of Guam.